# Alonso Quesada
Rafael Romero Quesada (Las Palmas de Gran Canaria, 5 de diciembre de 1886 - ib., 4 de noviembre de 1925), más conocido como Alonso Quesada, fue un poeta y narrador postmodernista español.

## Biografía
Alonso Quesada cultivó todos los géneros literarios en los que dejó constancia de su amargura existencial y de su profunda ironía.
Es una de las máximas figuras del modernismo poético grancanario (o, más exactamente, del postmodernismo) junto a sus amigos Saulo Torón y Tomás Morales. Dejó inédita la mayor parte de su obra, posteriormente publicadas por el Gabinete Literario de Las Palmas de Gran Canaria, pero su libro impreso El lino de los sueños (1915) fue muy alabado por Miguel de Unamuno, quien escribió su prólogo. Lo caracteriza un tono recatado y hondo.
Falleció tras una larga lucha contra la tuberculosis. Sus restos mortales descansan en el Cementerio de Vegueta.

## Obras
- El lino de los sueños (1915)[2]

- Crónicas de la ciudad y de la noche (1919)
- La Umbría (1922)

Obras publicadas tras su muerte:
- Los caminos dispersos (1944)
- Lunar (1950)
- Smoking Room (1972)
- Las inquietudes del Hall (1975)
- Insulario (1982)
- Memoranda (1982)

## Reconocimientos
- Parque Alonso Queda en Las Palmas de Gran Canaria.[3]
- IES Alonso Quesada en las Palmas de Gran Canaria.[4]
- Calles en diversos municipios de Canarias.[5]
- Hijo predilecto de Gran Canaria.[6]